# Tuxbach
Der Tuxbach durchfließt das Tuxertal in Tirol (Österreich) und mündet zwischen Finkenberg und Mayrhofen in den Zemmbach, kurz bevor dieser den Ziller erreicht.

## Verlauf

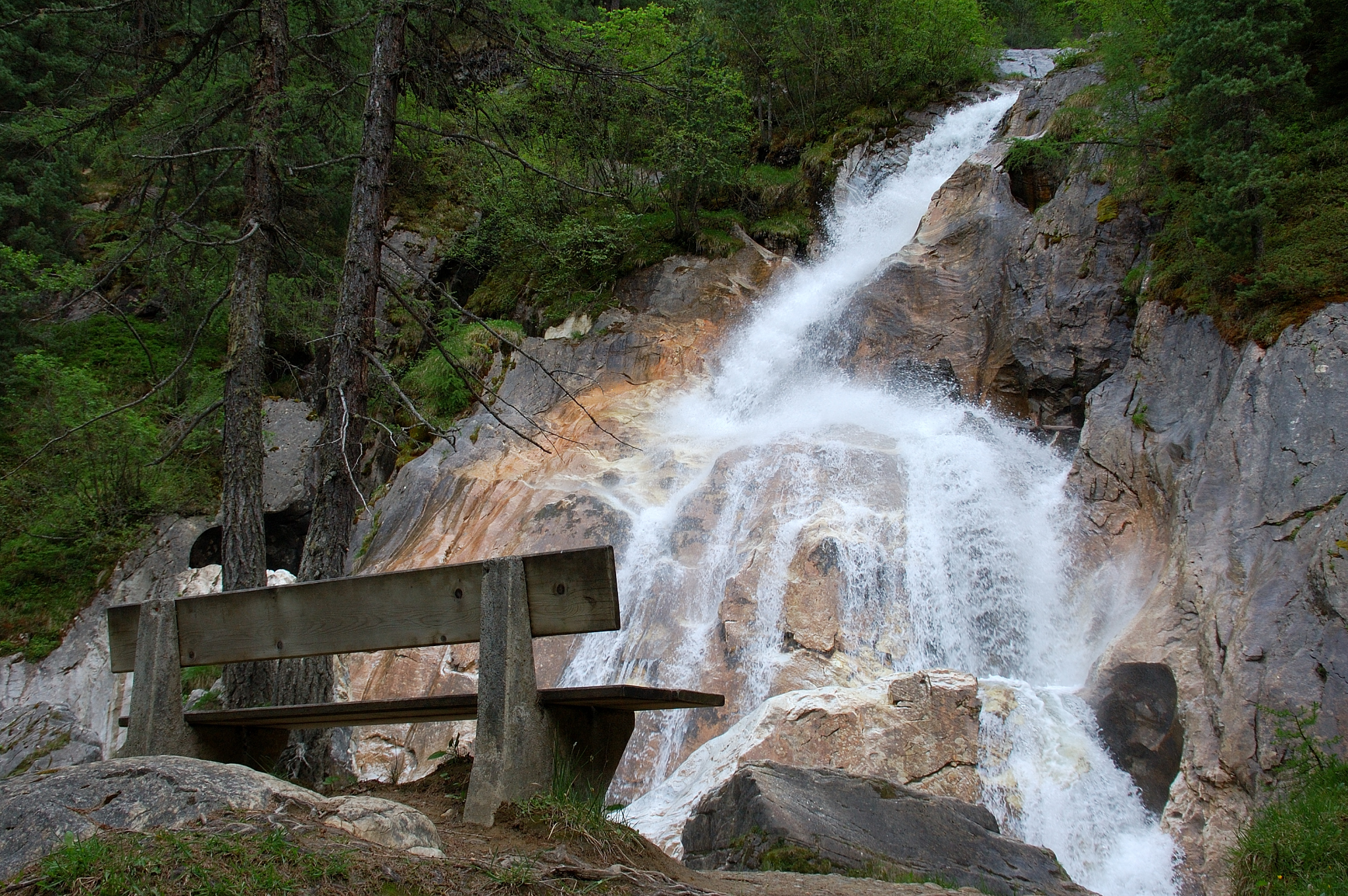
Wasserfall des Tuxbachs unterhalb der Schraubenfallhöhle

Der Tuxbach entsteht aus dem Zusammenfluss dreier Quellbäche bei Waldeben unterhalb des Tuxer Jochs. Der Große Kunerbach, der Kleine Kunerbach und der Schwarzbrunnerbach werden vom Tuxer Ferner bzw. Schwarzbrunnerkees gespeist. Kurz vor Erreichen des breiten Talbodens bei Hintertux fließt der Bach durch die Schraubenfallhöhle, eine 105 m lange Durchgangshöhle, die er nach dem Ende der Würm-Kaltzeit vor rund 10.000 Jahren gebildet hat.
Der Tuxbach fließt dann zunächst in nordöstlicher Richtung durch das Tuxertal, das bei Vorderlanersbach eine Biegung nach Südosten macht. Zwischen Finkenberg und Mayrhofen mündet er in den Zemmbach. Die bedeutendsten Zubringer sind der Junsbach und der Nigglasbach, die bei Juns bzw. Vorderlanersbach von links einmünden. Weitere Zuflüsse von beiden Seiten erreichen ihn teilweise über sehenswerte Wasserfälle, wie z. B. den Schleierfall des Weitentalbachs von links oder den Schraubenwasserfall des Schwarzbrunnerbaches der orografisch rechten Seite. Bei Persal wird der Bach von der denkmalgeschützten Teufelsbrücke überquert.
Der Tuxbach bildet die Grenze zwischen den Tuxer Alpen im Norden und den Zillertaler Alpen im Süden.

## Einzugsgebiet und Wasserführung
Das natürliche Einzugsgebiet des Tuxbaches beträgt rund 130 km², davon sind 5,2 km² (4 %) vergletschert (Stand 1988). Der höchste Punkt im Einzugsgebiet ist der Olperer mit 3476 m ü. A.
Das hydrologisch wirksame Einzugsgebiet ist durch die Ausleitung des Schwarzbrunnerbaches in den Schlegeisspeicher um 13,3 km² reduziert.
Der mittlere Abfluss am Pegel Persal, 2 km oberhalb der Mündung, beträgt 3,77 m³/s, was einer Abflussspende von 32,5 l/s·km² entspricht. Der Tuxbach weist ein nivales Abflussregime auf, das von der Schneeschmelze im Frühjahr geprägt ist. Der mittlere Abfluss ist im wasserreichsten Monat Juni mit 8,48 m³/s 7,5 Mal höher als im wasserärmsten Monat Februar mit 1,13 m³/s.

## Ökologie
Der Tuxbach ist über weite Strecken verbaut, unterhalb der Einmündung des Tuxeggbachs wird er als natürlich eingestuft. Der Tuxbach weist Gewässergüteklasse I-II auf.